# Ilse Arts
Ilse Arts (Wijchen, 7 juni 1990) is een Nederlands rolstoelbasketbalster. Arts komt sinds 2022 uit voor BBC Münsterland (Warendorf) in de Duitse Bundesliga waar ze speelt als forward. Eerder speelde ze voor Hot Rolling Bears (Essen), DeVeDo (Ermelo) en Black Eagles (Rosmalen).
In 2015 werd Arts geselecteerd voor het Nederlandse nationale team dat op het Europees kampioenschap 2015 in Worcester zilver behaalde. Met het Nederlandse team won ze vervolgens brons tijdens de Paralympische Zomerspelen 2016 in Rio de Janeiro en goud tijdens de Paralympische Zomerspelen van 2020 (Tokio) en 2024 (Parijs. Ook won ze goud tijdens de Wereldkampioenschappen van 2018 in Hamburg en 2022 in Dubai.
Arts speelde in haar jeugd voetbal bij SC Woezik. Daar kwam in 2010 een eind aan toen ze bij een motorongeluk een dwarslaesie opliep. Tijdens haar herstel in het revalidatiecentrum van de Sint Maartenskliniek maakte ze kennis met rolstoelbasketbal waar ze gaandeweg steeds bedrevener in raakte.

## Resultaten
Europees kampioenschap 2015 in Worcester
 Paralympische Zomerspelen 2016 in Rio de Janeiro
 Europees kampioenschap 2017 in Adeje
 Wereldkampioenschap 2018 in Hamburg
 Europees kampioenschap 2019 in Rotterdam
 Paralympische Zomerspelen 2020 in Tokio
 Europees kampioenschap 2021 in Madrid
 Wereldkampioenschap 2022 in Dubai
 Europees kampioenschap 2023 in Rotterdam
 Paralympische Zomerspelen 2024 in Parijs
Mariska Beijer · Chèr Korver · Saskia Pronk · Carina de Rooij · Jitske Visser · Ilse Arts · Bo Kramer · Sylvana van Hees · Julia van der Sprong · Lindsay Frelink · Ylonne Post · Xena Wimmenhoeve
Mariska Beijer · Chèr Korver · Saskia Pronk · Carina de Rooij · Jitske Visser · Ilse Arts · Bo Kramer · Sylvana van Hees · Julia van der Sprong · Lindsay Frelink · Anouk Taggenbrock · Xena Wimmenhoeve
Barbara van Bergen · Mariska Beijer · Lucie Houwen · Inge Huitzing · Chèr Korver · Roos Oosterbaan · Sanne Timmerman · Evelyn van Leeuwen · Carina de Rooij · Jitske Visser · Ilse Arts · Bo Kramer